# Титмар I (Майсен)
Титмар I (на немски: Thietmar I, * 920, † между 10 май и 14 юли 978) е от 944 г. граф в Швабенгау, от 965 г. маркграф на Нордмарк, от ок. 970 г. граф в Гау Зеримунт и от 976 до 978 г. (по време на заточението на Гунтер Мерзебургски) маркграф на Маркграфство Майсен и Маркграфство Мерзебург. Произлиза вероятно от род Билунги.
Титмар I е син на маркграф Христиан в Гау Зеримунт и на Хита, сестра на Геро I Велики.
Брат е на Геро, архиепископ на Кьолн от 969 до 976 г. и вероятно на Ходо (Одо) I, маркграф на Марка Лужица в Северната марка.
Чрез майка си Хита той е племенник на маркграфа на Саксонската източна марка Геро I. След смъртта на чичо му през 965 г. Титмар I става могъщ и знатен, понеже той наследява големи части от неговата Северна марка, като Хардагау (в територията Халберщат), Швабен- и Нордтюринггау и Хасегау. През 976 г. император Ото II конфискува Маркграфство Мерзебург, изгонва въстаналия маркграф Гунтер Мерзебургски († 982) и поставя Титмар I († 978) като маркграф.
Титмар се жени за (* 945/955, † 26 ноември 1014), дъщеря на Херман Билунг от род Билунги. Двамата имат син:
- Геро II (* 970, † 1 септември или 1 октомври 1015), от 993 г. маркграф на Марка Лужица, женен за Аделхайд, с която има един син, Титмар (990-1030), маркграф на Лужица.

Титмар е погребан в манастира на Нинбург. Наследен е от Рикдаг († 985 или 986). След неговата смърт вдовицата му Сванхилде се омъжва преди 1000 г. за сина на Гунтер Мерзебургски, Екехард I от Майсен (960-1002), наследник на Рикдаг, и има с него шест деца.